# كاسبار

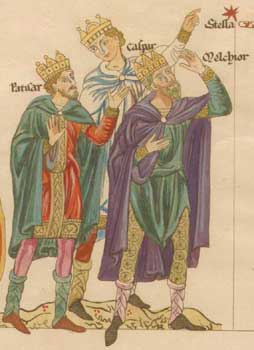
لوحة للمجوس الثلاثة

كاسبار أو غاسبار وهو اسم ورد في الثقافة الأوروبية المسيحية لأحد المجوس الثلاثة الذين زاروا يسوع أثناء ولادته في بيت لحم مع بلطاصر وملكيور بعد متابتعهم للنجم الذي قادهم للمغارة، وصف بأنه ملك الهند وهو من أهدى الذهب ليسوع ويعد قديسا في المسيحية مع الشخصيتين المجوسيتين الأخريين. ومعنى إسمه باللغة الكلدانية هو الكاسب. يعتقد أن مات كشهيد مع الشخصيتين المجوسيتين الأخريين ويعتقد أن جسده عثرت عليه القديسة هيلانة في فارس ونقل إلى القسطنطينية ثم نقل إلى ميلانو وإستقر قبره في كاتدرائية كولن في ألمانيا.